# Alois Brunner
Alois Brunner (ur. 8 kwietnia 1912 w Rohrbrunn (ob. dzielnica Deutsch Kaltenbrunn), zm. 2001 w Damaszku) – zbrodniarz wojenny nazistowski; protegowany i zaufany podwładny Adolfa Eichmanna, mający kluczowy współudział w „Ostatecznym Rozwiązaniu Kwestii Żydowskiej” (Endlösung der Judenfrage).

## Życiorys
Austriak, urodzony w Rohrbrunn. Wstąpił do NSDAP w 1931 roku, a do SS w 1938 roku. Po aneksji Austrii przez III Rzeszę, awansował na członka sztabu SD i Policji Bezpieczeństwa w Wiedniu. W sierpniu 1938 roku, stanął na czele tzw. wiedeńskiego Centralnego Urzędu do spraw Emigracji Żydów (Zentralstelle für jüdische Auswanderung), utworzonego przez architekta Holocaustu – Eichmanna. Odgórnie nakreślona polityka eksterminacji, umożliwiła Brunnerowi nadzór nad deportacjami austriackich, niemieckich (m.in. 56 tys. z Berlina) i czeskich Żydów do okupowanej części Polski – (Generalnego Gubernatorstwa) oraz innych ziem podbitych przez Hitlera. Początkowo w październiku 1939 – do Dystryktu lubelskiego (okolice Niska), a następnie w 1941 roku – na Kielecczyznę.
W roku 1943 Brunner, wspólnie z innymi z załogi Eichmanna, odpowiadał za organizację deportacji Żydów greckich (m.in. 46 tys. z samych Salonik) i bułgarskich (z Tracji i Macedonii). W lipcu 1943 roku wspólnie z Heinzem Röthke kierował wywózkami Żydów z obszaru południowo-wschodniej Francji Vichy (Nicea i okolice), dotychczas okupowanych przez faszystowskie Włochy. Ofiary były najpierw kierowane do obozu przejściowego w Drancy, a stamtąd do Auschwitz-Birkenau. Pod koniec września 1944 roku przybył do Bratysławy, by nadzorować transporty resztki Żydów słowackich (około 12 tys.).
Brunnerowi należy przypisać odpowiedzialność za planowe wymordowanie dziesiątków, jeśli nie setek tysięcy ludzi, prześladowanych za odmienność rasową i zamordowanych w komorach gazowych obozów zagłady, ale także zmarłych na skutek głodu i chorób, będących rezultatem umieszczania ich w gettach. Brunner przez cały okres swego urzędowania wykonywał rozkazy swego przełożonego podpułkownika SS (SS-Obersturmbannführera) – Adolfa Eichmanna. W tym przypadku, jak i w przypadku jego przełożonego – zasada wodzostwa (Führerprinzip) – nie może być żadnym usprawiedliwieniem dla ich działalności, co zostało potwierdzone w procesie norymberskim.
Powojenny los Brunnera nie jest dokładnie znany. Przypuszcza się, że po zakończeniu wojny, Brunner (jako fanatyczny antykomunista) mógł być zatrudniony przez CIA. W 1954 roku został osądzony zaocznie, przez francuski sąd i skazany na karę śmierci. Najprawdopodobniej w tym samym roku uciekł do Syrii, dzięki zorganizowanej pomocy Watykanu (m.in. biskupa Grazu Aloisa Hudala).
W Syrii znalazł zatrudnienie, jako doradca tamtejszego rządu (zajmował się technikami tortur i represji). Po nieudanych łowach na jego osobę, kierowanych przez Szymona Wiesenthala, zmienił nazwisko na Fischer, w dalszym ciągu zamieszkując w stolicy Syrii – Damaszku. Niemcy i inne państwa bezskutecznie zabiegały o jego ekstradycję (był także poszukiwany przez Interpol). W 1995 roku (50 lat po zakończeniu wojny), prokuratorzy niemieccy w Kolonii i Frankfurcie nad Menem ustanowili nagrodę w wysokości 333 tys. dolarów amerykańskich za informację prowadzącą do aresztowania Brunnera.
Były SS-mann był także przedmiotem zamachu bombowego izraelskich sił specjalnych (Mosadu), w którym stracił oko i kilka palców u ręki. Bomba ukryta była w przesyłce, która była zamaskowana tak, by Brunner był pewien, że jej nadawcą było towarzystwo zielarskie. W grudniu 1999 roku pojawiły się plotki o jego śmierci, która miała nastąpić jeszcze w roku 1996. By zdementować te informacje, niemieccy dziennikarze, którzy pojechali do Syrii, stwierdzili, iż Brunner żył, miał się dobrze i nadal mieszkał w Damaszku.
2 marca 2001 roku sąd francuski ponownie, zaocznie osądził Brunnera i skazał go za zbrodnię ludobójstwa, na karę dożywotniego pozbawienia wolności.
Zmarł w 2001 roku

## Odznaczenia
- Krzyż Zasługi Wojennej II klasy[9]
- Medal za Długoletnią Służbę w SS (za 4 lata)
- Czarny Medal „Za długoletnią pracę w NSDAP”
- Medal Pamiątkowy 13 marca 1938